# Michel Navratil
Michel Navratil (14. srpna 1880 – 15. dubna 1912) cestoval na RMS Titanic a zemřel při potopení lodi.

## Život
Narodil se ve slovenské Seredi do rodiny Michaela Navratila a Magdalény rod. Kopecké, později se přestěhoval do Francie, nakonec se v roce 1902 usadil v Nice. Oženil se 26. května 1907 s Marcelle Caretto; s manželkou italského původu měli dva syny, Michel Marcel se narodil 12. června 1908 a Edmond Roger se narodil 5. března 1910. Na počátku roku 1912 se s Marcelle rozvedli, snad kvůli Michelově neúspěchu při otevření krejčovství, snad kvůli domnělé nevěře Marcelle. Oba syny nadále opatrovala matka.

## RMS Titanic
Během velikonočních prázdnin v roce 1912 převzal oba syny, avšak do péče matky je ve sjednaném čase nevrátil. Opustili Francii a přes Monte Carlo odpluli do Anglie, kde nějaký čas pobývali v hotelu v Charing Cross. Michel zakoupil pod smyšleným jménem Louis M. Hoffman tři lístky do druhé třídy Titanicu, syny pojmenoval zdrobnělinami Lolo (od Luis) a Momon (od Edmond). Spolupasažérům tvrdil, že je vdovcem vezoucím děti do Ameriky. Děti téměř nespouštěl z dohledu, ale švýcarské dívce Bertě Lehmann dovolil, aby je hlídala ve chvílích, kdy hrál karty.
V noci, kdy se loď potápěla, mu další cestující pomáhal syny obléknout a vyvést na horní palubu. „Otec vešel do kabiny, kde jsme spali. Teple mne oblékl a vzal do náruče. Totéž udělal neznámý člověk s mým bratrem. Doteď mne to dojímá, když na to myslím. Věděli, že zemřou,“ vzpomínal mladší Michel Navratil. Obě děti nastoupily do záchranného člunu D, poslední lodi, kterou se podařilo spustit na vodu neporušenou. Otec zmizel během potopení Titanicu.
Jeho tělo bylo mezi těly patnácti obětí, které vylovil CS Mackay-Bennett. Mezi jeho věcmi se našel nabitý revolver. Protože při koupi lodního lístku užil židovské příjmení, tělo bylo uloženo na hřbitově barona de Hirsche v Halifax.
Élisabeth Navratil, vnučka Michela Navratila v knize z roku 1982 "Les Enfants du Titanic", vypráví příběh Michela, jeho dvou chlapců a nešťastného dobrodružství na Titanicu.